# 生化危机：诅咒
《生化危机：诅咒》（日語：バイオハザード ダムネーション、Biohazard: Damnation）是卡普空繼制作《生化危机：恶化》後第二部《生化危机系列》的CG动画电影，劇情上為《生化危機6》的前傳，于2012年上映。由神谷誠执导，日本索尼影視娛樂发行。

## 故事大綱
美國總統直屬特務里昂·S·甘乃迪得到情報，指出持續內戰的東歐小國－「東斯拉夫共和國」在實戰中使用了生化武器，於是單獨潛入當地調查。之後美國決定自該國撤軍，同時對里昂下達撤退的命令。不過已逼近真相的里昂，為了徹底阻止生化武器所導致的一連串悲劇，決定無視命令，隻身投入戰場，開始了他最嚴苛惡劣的一日。

## 登场人物

里昂·S·甘乃迪（Leon S. Kennedy）

- 里昂·S·甘乃迪（Leon S. Kennedy）

英文配音：馬修·默瑟；日文配音：森川智之
本片男主角。多年來經歷許多生化恐怖攻擊事件。由於收到東斯拉夫共和國內戰中出現生物武器的情報而前往該國調查。
- 艾達·王（Ada Wong）

英文配音：考特尼·泰勒；日文配音：皆川純子
本片女主角。和以往一樣神秘的行動。這次以BSAA（生化恐怖安全評估聯盟）特別調查官的身分來訪問東斯拉夫共和國。
- 亞歷山大·「沙夏」·柯薩錢科（Alexander "Sasha" Kozachenko）

英文配音：戴夫·維騰貝格；日文配音：檜山修之
東斯拉夫共和國的反抗軍成員之一，原本是一位教師，在未婚妻意外死於無情戰火後投入戰場。通稱巴迪（Buddy）。
- JD

英文配音：瓦爾塔索（Val Tasso）；日文配音：大畑伸太郎
東斯拉夫共和國反抗軍的一員，巴迪的同伴，熱愛美國文化，且極為熱血。
- 伊凡·朱達諾維奇=長老（Ivan Judanovich=Atanan）

英文配音：羅賓·沙斯；日文配音：飯塚昭三
東斯拉夫共和國反抗軍的一員，在團體中地位崇高，被稱為「長老（Atanan）」
- 絲薇特拉娜·貝里科娃（Svetlana Belikova）

英文配音：薇妮·李；日文配音：川崎惠理子
東斯拉夫共和國首位的女性總統，剛上任時為了平息國內的內戰，採用較柔和的談判政策，直到發現反抗軍所在地區擁有珍貴的資源，轉而開始強力鎮壓各處的反抗軍勢力。
因為以前任職武術教練，因此擁有超乎常人的武術造詣。而且帶有高水準的知識和能力，面對記者會時能夠進行即興演講。
- 英格莉·漢妮卡（Ingrid Hunnigan）

英文配音：莎莉·沙菲歐蒂；日文配音：杉本優
和以往4代、惡化一樣，為里昂提供任務訊息。

## 制作人员
- 导演：神谷誠
- 制作人：小林裕幸（卡普空）
- 共同制作人：植木英則
- 制作总指挥：辻本春弘（卡普空）
- 编剧：菅正太郎
- CG监制：丰岛勇作
- CG导演：土井淳
- CG制作：Digital Frontier
- 音乐：高橋哲也
- 音响导演：鶴冈陽太、Mary Elizabeth McGlynn（英語版）
- 音響设计：笠松広司
- 字幕版翻译：浅野倫子
- 发行：Sony Pictures Entertainment Japan

## 續集
本片續集《生化危機：血仇殺戮》於2017年上映。